# سینکان
سینکان یا سینوکان، روستایی در دهستان سینکان بخش مرکزی شهرستان گلشن در استان سیستان و بلوچستان ایران است. این روستا، مرکز دهستان سینکان است.

## جمعیت
بر پایه سرشماری عمومی نفوس و مسکن در سال ۱۳۹۵، جمعیت این روستا برابر با ۱٬۰۳۳ نفر (۲۵۴ خانوار) بوده‌است.